# Glenea subgrandis
Glenea subgrandis là một loài bọ cánh cứng trong họ Cerambycidae.